# Vrå (Lejrskov Sogn)
 For alternative betydninger, se Vrå. (Se også artikler, som begynder med Vrå)
Vrå er en landsby i Lejrskov Sogn i Kolding Kommune (indtil 1970 Andst Herred, fra 1970 til 2007 i Lunderskov Kommune i Vejle Amt).

## Historie
Vrå landsby bestod i 1682 af 9 gårde og 1 hus med jord. Det samlede dyrkede areal udgjorde 244,7 tønder land skyldsat til 30,15 tønder hartkorn. Dyrkningsformen var græsmarksbrug med tægter.
I Vrå lå en rytterskole oprettet af kong Frederik IV i det daværende Koldinghus Rytterdistrikt, opført i perioden 1721 - 1727.
Omkring år 1900 beskrivesVrå således: "Vraa med Sparekasse (oprettet 1870), Skole og Mølle samt Margrethesminde, Gd."
Nær landsbyen anlagdes et stoppested (Kirsbøl/Ferup) på Troldhede-Kolding-Vejen Jernbane (anlagt 1917, nedlagt 1968), dog uden at der skete nogen bebyggelsesudvikling på stedet.